# 2019年青森県議会議員選挙
2019年青森県議会議員選挙（2019ねんあおもりけんぎかいぎいんせんきょ）は、2019年（平成31年）4月7日に投票が行われた青森県議会の議員を改選するための一般選挙である。

## 概要
県議会議員の4年の任期満了に伴う選挙であり第19回統一地方選挙の一環として行われた。なお、青森県議会議員選挙は1947年（昭和22年）4月に実施された第1回の選挙からいずれも統一地方選挙の日程で実施されている。
2019年3月29日に告示され、定数48に対し60人が立候補。無投票当選が決まった選挙区は6つだった。

## 選挙データ
- 告示日:2019年3月29日
- 投開票日:2019年4月7日
- 定員:48名
- 選挙区:16選挙区
- 立候補者:60名（うち8名が無投票当選）

自由民主党:32名
公明党:2名
日本共産党:4名
国民民主党:3名
立憲民主党:1名
社会民主党:1名
無所属:17名

## 当選者
自民党 
 公明党   国民民主党 
 共産党 
 立憲民主党 
 無所属 
| 青森市     | 鹿内博       | 高橋修一   | 伊吹信一   | 森内之保留 |
| 青森市     | 吉俣洋       | 山谷清文   | 花田栄介   | 関良       |
| 青森市     | 一戸富美雄   | 渋谷哲一   |            |            |
| 弘前市     | 谷川政人     | 安藤晴美   | 川村悟     | 齊藤爾     |
| 弘前市     | 岡元行人     | 鶴賀谷貴   |            |            |
| 八戸市     | 熊谷雄一     | 山田知     | 田名部定男 | 畠山敬一   |
| 八戸市     | 田中満       | 清水悦郎   | 大崎光明   | 松田勝     |
| 黒石市     | 鳴海惠一郎   |            |            |            |
| 五所川原市 | 櫛引ユキ子   | 寺田達也   | 今博       |            |
| 十和田市   | 丸井裕       | 田中順造   |            |            |
| 三沢市     | 小比類巻正規 |            |            |            |
| むつ市     | 菊池憲太郎   | 山本知也   | 越前陽悦   |            |
| つがる市   | 三橋一三     |            |            |            |
| 平川市     | 工藤義春     | 山口多喜二 |            |            |
| 東津軽郡   | 福士直治     |            |            |            |
| 西津軽郡   | 工藤兼光     |            |            |            |
| 南津軽郡   | 阿部広悦     |            |            |            |
| 北津軽郡   | 齊藤直飛人   |            |            |            |
| 上北郡     | 蛯沢正勝     | 吉田絹恵   | 工藤慎康   | 木明和人   |
| 三戸郡     | 夏堀浩一     | 澤田恵     | 和田寛司   |            |

### 補欠選挙
| 年     | 月  | 選挙区         | 当選者   | 当選政党 | 欠員       | 欠員政党 | 欠員事由   |
| ------ | --- | -------------- | -------- | -------- | ---------- | -------- | ---------- |
| 2022年 | 7月 | 北津軽郡選挙区 | 成田陽光 | 無所属   | 齊藤直飛人 | 自民党   | 参院選出馬 |